# Wiłkomierz
Wiłkomierz (lit. Ukmergė wymowaⓘ, dawniej Vilkmergė) – miasto rejonowe w środkowej Litwie położone ok. 60 km na północny zachód od Wilna. Ludność: 28 tys. mieszkańców (2005).
Jest jednym z najstarszych miast na Litwie. Wzmianka o zamku w Wiłkomierzu pochodzi z 1225. Prawa miejskie nadano na początku XV wieku. Miejsce obrad sejmików ziemskich powiatu wiłkomierskiego od XVI wieku do pierwszej połowy XVIII wieku.

## Historia
Na Górze Zamkowej ślady grodziska z zamkiem, pozostałość jednego z najstarszych grodów litewskich. Podobno istniał od X wieku. W XIII wieku atakowany przez zakon kawalerów mieczowych, a później przez Krzyżaków. W 1391 zamek zdobył Witold razem z Krzyżakami. W XV wieku w innym miejscu wystawiono zamek murowany, siedzibę starosty królewskiego. Zamek zniszczono w czasie wojen szwedzkich, a później w tym miejscu wybudowano carskie koszary.
- Średniowieczna bitwa z 1 września 1435 pod Wiłkomierzem (w miejscowości Pobojsk) była największą na Litwie. Wojska polskie Jakuba Kobylańskiego (4500 żołnierzy) i litewskie Zygmunta Kiejstutowicza rozgromiły liczniejsze wojska krzyżaków inflanckich, Świdrygiełły i Tatarów. Bitwa zakończyła się całkowitą klęską Świdrygiełły. Bitwa ta ostatecznie złamała potęgę inflanckiej gałęzi zakonu krzyżackiego.

Podczas okupacji hitlerowskiej, w sierpniu 1941 roku Niemcy utworzyli getto dla żydowskich mieszkańców. Przebywało w nim około 7000 osób. 26 września 1941 roku Niemcy zlikwidowali getto, a Żydów zamordowano w Puszczy Piwońskiej. Sprawcami zbrodni byli żołnierze z Einsatzkommando 3, oraz litewskie służby bezpieczeństwa.

## Zabytki
- Kościół pw. śś. Piotra i Pawła, neoklasycystyczny z 1800 z cennym wyposażeniem wnętrza. Obok dzwonnica.
- kościół katolicki pw. św. Trójcy tzw. szkolny, fundowany wraz z klasztorem pijarów ze składek okolicznej szlachty. W 1863 przebudowany na cerkiew prawosławną, przekazany katolikom w 1919 Ponownie zamknięty po II wojnie światowej oddany wiernym w 1991.

Od 1745 pijarzy prowadzili szkołę, zamkniętą przez carat w 1837 (klasztor zamknięto w 1845).

## Wydarzenia kulturalne
Wiłkomierz jest siedzibą m.in.:
- Międzynarodowego festiwalu zespołów wokalnych „Sventosios gaida” (w grudniu);
- Międzynarodowego Festiwal Perkusyjnego (Tarptautinis būgnų ir perkusijos festivalis).

Część koncertów festiwalowych odbywa się także w Wilnie, Kownie, Kłajpedzie i innych litewskich miastach. Festiwal połączony jest z Międzynarodowym Konkursem Perkusyjnym im. Jonas Taločka (marzec/kwiecień).

## Galeria

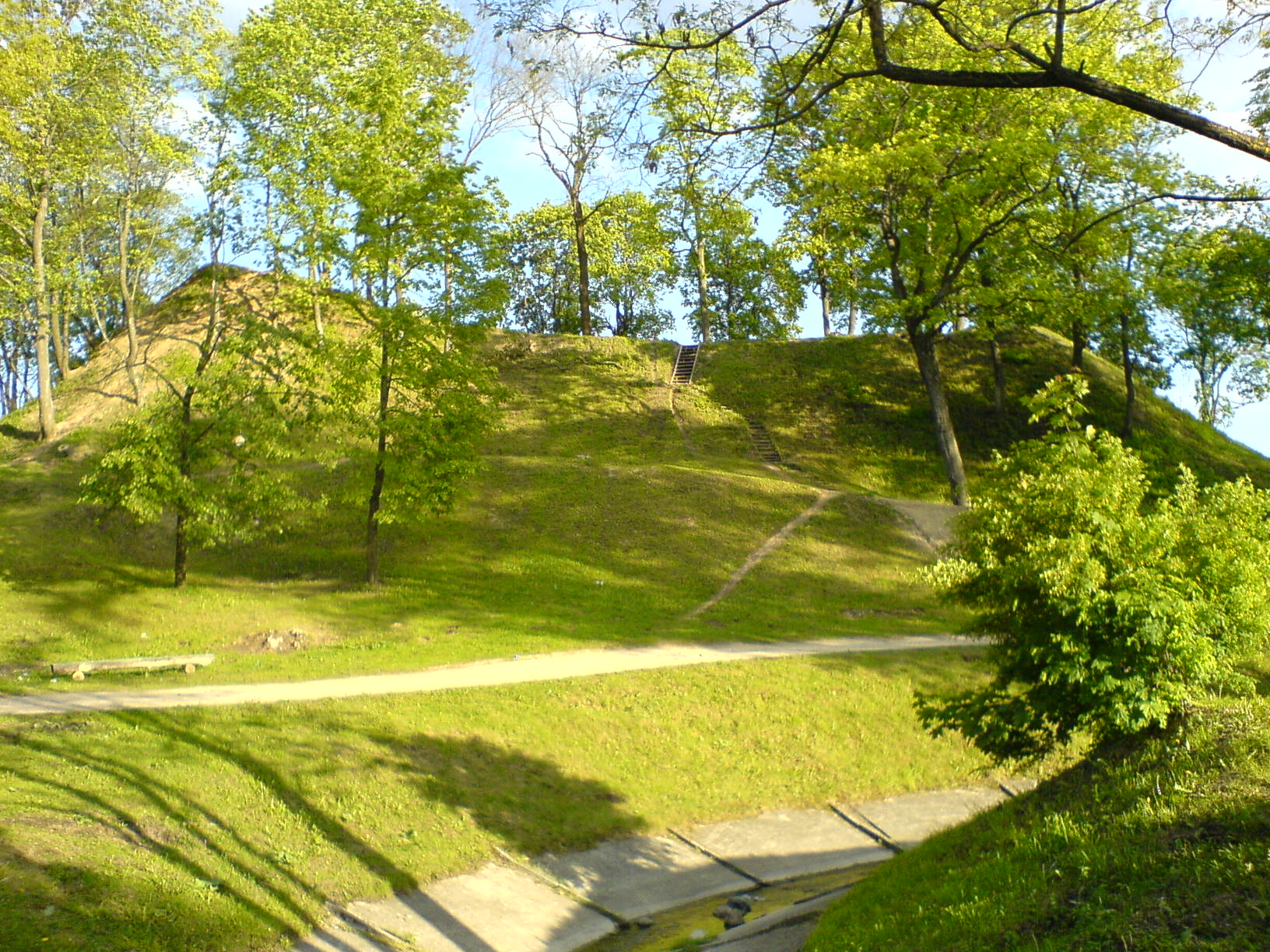
Góra zamkowa w Wiłkomierzu
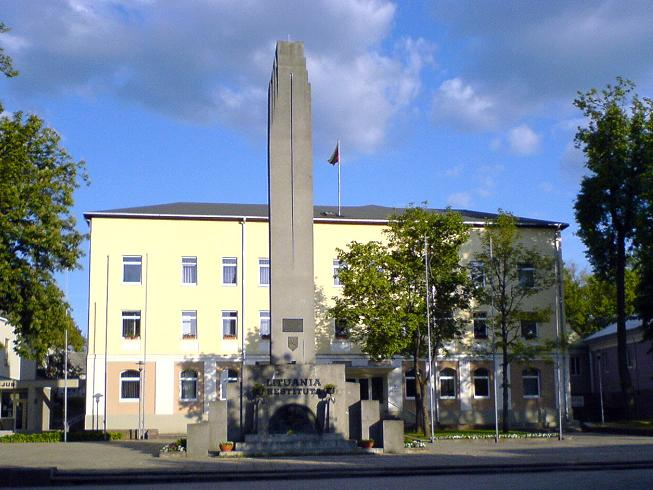
Pomnik "Lithuania Restituta"
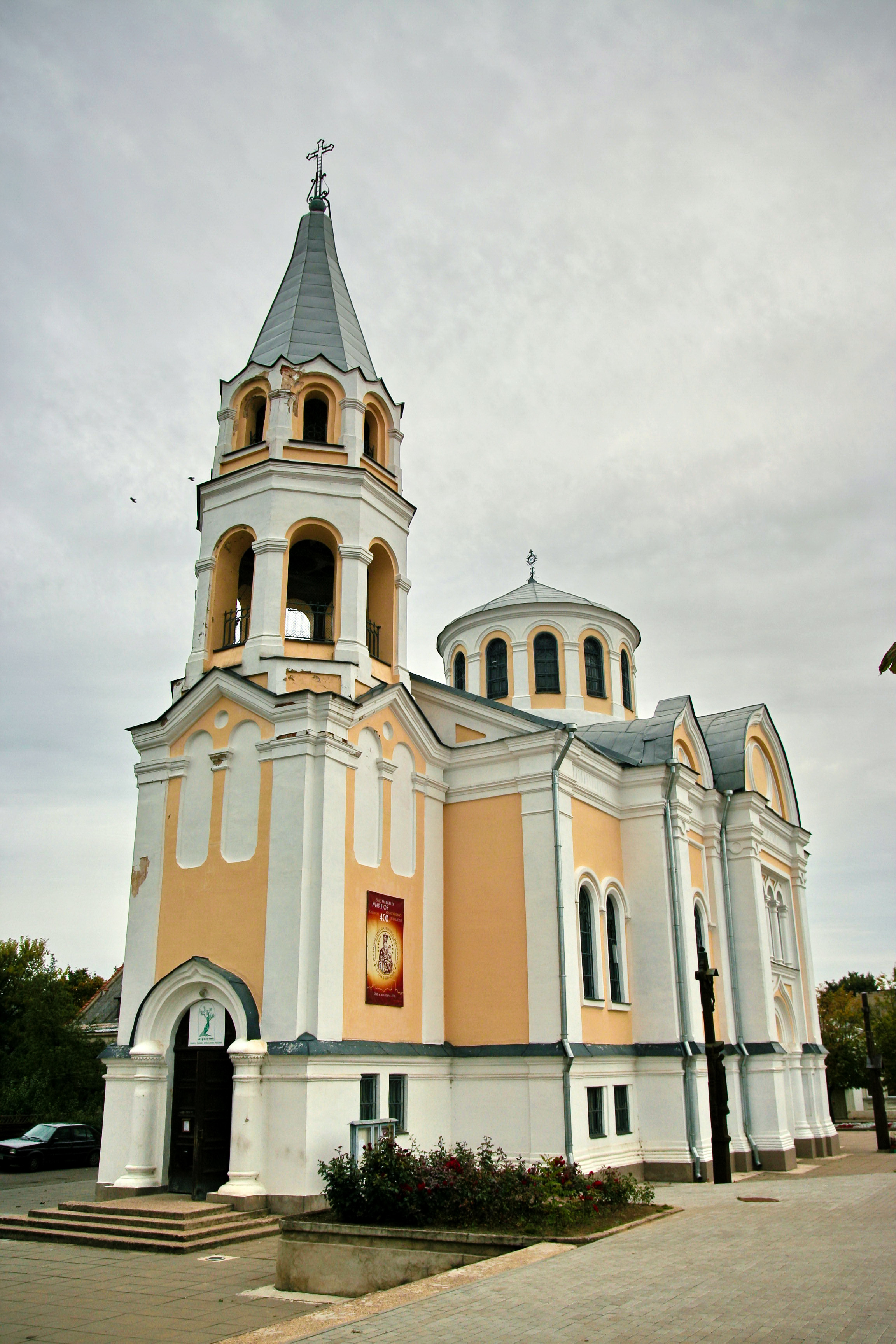
Kościół